# Joachim Bergström
För diplomaten, se Joachim Bergström (diplomat)
Johan Fredrik Joachim Bergström, född 20 november 1970 i Kungsholms församling, Stockholm, är en svensk sångare och skådespelare.

## Biografi
Bergström har bland annat gjort den svenska rösten till Prins Derek i filmerna Svanprinsessan (1994), Svanprinsessan och slottets hemlighet (1997) och Svanprinsessan och den förtrollade skatten (1998) samt medverkat i 2017 års version av TV-serien Ducktales, där han gör den svenska rösten till Fenton Spadrig/Gizmokvack.
Joachim Bergström är sångare och musikalartist och har medverkat i flera musikaler på Göteborgsoperan och Malmö Opera, såsom West Side Story, Skönheten och odjuret, The Rocky Horror Show, Hair samt Carmencita Rockefeller. I Stockholm har vi sett honom på Göta Lejon i föreställningen Elvis Cash the Killer & Me, samt tillsammans med kollegorna Rennie Mirro och Karl Dyall i High Society i Vita bergen med Stockholms blåsarsymfoniker. Joachim har spelat in två soloalbum. Han var dessutom sångare i Let's Dance 2013 och tilldelades Monica Zetterlund-stipendiet 2010. Under hösten 2018 kunde man se Joachim i Broadwaymusikalen Broarna i Madison County på Maximteatern i Stockholm och Slagthuset i Malmö.
Han är son till skådespelaren Jonas Bergström och hans första fru Ann-Sofie Wretman. Hans morföräldrar var skådespelerskan Lillebil Kjellén och kocken Tore Wretman, och hans farföräldrar var skådespelarna Anita Björk och Olof Bergström.

## Teater

### Roller (ej komplett)
| År   | Roll   | Produktion                      | Regi          | Teater       |
| ---- | ------ | ------------------------------- | ------------- | ------------ |
| 2012 | Jordan | Dirty Dancing Eleanor Bergstein | Anders Albien | Chinateatern |